# Капал (Жамбильський район)
Капа́л (каз. Қапал) — село у складі Жамбильського району Жамбильської області Казахстану. Входить до складу Жамбильського сільського округу.
У радянські часи село називалось Ворошилово.
Населення — 609 осіб (2021; 581 у 2009, 572 у 1999, 565 у 1989).